# Frogger Returns
Frogger Returns es un videojuego de Konami publicado entre 2009 y 2010. Apareció en WiiWare, para Wii; en la PlayStation Store, para PlayStation 3, y en DSiWare, para Nintendo DSi.

## Jugabilidad
El juego tiene cuatro niveles: La gran ciudad, El metro, Las cloacas y El pantano.

## Desarrollo
El 27 de octubre de 2009, Konami anunció que Frogger Returns se publicaría en WiiWare y PlayStation Network. En 2010, se anunció una versión para DSiWare.

## Recepción
IGN puntuó el juego con un 4,6 sobre 10, criticando, entre otras cosas, su control y su cámara.